# Selles-sur-Nahon
Selles-sur-Nahon – miejscowość i gmina we Francji, w Regionie Centralnym, w departamencie Indre.
Według danych na rok 1990 gminę zamieszkiwało 89 osób, a gęstość zaludnienia wynosiła 13 osób/km² (wśród 1842 gmin Centre, Selles-sur-Nahon plasuje się na 1041. miejscu pod względem liczby ludności, natomiast pod względem powierzchni na miejscu 1292.).